# Unsere tollen Tanten
Unsere tollen Tanten ist eine österreichische Filmkomödie von Rolf Olsen aus dem Jahr 1961. In den Hauptrollen agieren Vivi Bach, Udo Jürgens, Gunther Philipp, Gus Backus, Bill Ramsey und Trude Herr. 

## Handlung
Max Rettich, Gus, Bill, Pitt van Rees, Giorgio und Eddi bilden zusammen die Gruppe Sonny Boys und sind mal wieder ohne Engagement. Vergeblich versuchen sie zu trampen und werden schließlich von der Polizei verfolgt. Eine Gruppe junger Frauen versteckt sie und die Musiker folgen ihnen auf ein Schiff gen Velden, wo ein Onkel von Max wohnt. An Bord des Schiffs freunden sich die Männer mit Susi Güden, Evi, Sieglinde, Francis, Inez und Petzi an, die in Velden auf Anweisung ihrer Eltern ihren Urlaub im Ferieninternat Seeschlößl verbringen müssen. Die Musiker versprechen, die Frauen zu besuchen.
Max’ Onkel Herrmann Schmatzer, der einst als Boxer der „Löwe vom Rheinland“ genannt wurde, leitet in Velden ein Sporthotel. Zwar dürfen die Musiker übergangsweise im Hotel wohnen, müssen aber die Sportübungen mitmachen. Bald lacht das ganze Hotel über die sechs jungen Männer und Köchin Edeltraut schafft es, die Musiker in der Küche einzusetzen. Max hat in der Zwischenzeit Kontakt zu Susi, Evi und den anderen aufgenommen. Er erfährt, dass Internatsleiterin Martha von Hahn jeglichen Männerbesuch untersagt und auch sonst ein strenges Regime führt. Kurzerhand laden sich die Männer als Tanten bei den jungen Frauen ein. Nur Pitt, der von Susi erwartet wird, ist gegen die Maskerade und bleibt im Hotel. Die Frauen bereiten den Besuch vor und entwenden Martha von Hahn ihre Brille, sodass sie den Schwindel nicht bemerkt. Max, Gus, Bill, Giorgio und Eddi erscheinen in Frauenkleidern und mit Perücke und machen ihre Sache gut. Weil abends ein Gewitter niedergeht, dürfen sie im Internat übernachten. Als sie ohne Verkleidung nachts heimlich in die Zimmer der Frauen schleichen wollen, werden sie von Sportlehrerin Inge Eckmann überrascht und fliehen überstürzt aus dem Hotel. Im Sporthotel von Herrmann Schmatzer wollen sie auch nicht bleiben, da sie Musik machen wollen. So quartieren sie sich im Wirtshaus von Liesl Busch ein. Sie waschen Geschirr und putzen und dürfen dafür am Abend Musik machen. Pitt schreibt Susi, wo sie nun wohnen, und Susi reißt aus dem Internat aus und flieht zu Pitt. Der benachrichtigt wiederum Susis Vater, damit er weiß, wo sich seine Tochter aufhält. Vom Feuerwehrorchester werden die Musiker für einen Festumzug anlässlich des Spritzenjubiläums gebucht. Bei der Ankunft am Spritzenhaus wird ein Brand gemeldet. Tatsächlich hat unweit das Zelt des fahrenden Hunde-Zirkus-Besitzers Bruno Hatschek Feuer gefangen. Das Zelt brennt dank der Unfähigkeit der Musiker, die nun Feuerwehr spielen müssen, weil sie beim Spielen Uniformen anhatten, vollständig ab. Max und die anderen versprechen, Geld für Hatschek zu sammeln.
Sie spielen beim Blumenkorso in Velden und laden die Besucher zu einer Sondervorführung am Abend ein. Hier erscheinen auch Martha von Hahn und die jungen Frauen. Gus tritt mit einem Lied auf, Bill folgt und am Ende präsentieren sich Max, Gus, Bill, Giorgio und Eddi als verkleidete Tanten mit einem Lied. Martha von Hahn ist entsetzt, während Herrmann Schmatzer sich amüsiert. Pitt ist unterdessen mit Susis Vater zusammengetroffen, der dankbar ist, von Pitt informiert worden zu sein. Susi jedoch sieht es als Verrat an. Sie ist unglücklich, zumal sie sich in Pitt verliebt hat und beide bereits an Heirat denken. Susis Vater findet Pitt sympathisch, will jedoch, dass beide ihrer Liebe mindestens ein Jahr geben, bevor sie an eine Ehe denken. Susi und Pitt sind damit einverstanden und Susis Vater amüsiert sich über Pits Kollegen, die ihren Titel als Tanten verkleidet zum Besten geben. Nach Ende der Vorstellung verabschieden sich die Musiker von ihren Freundinnen und versprechen, sich wiederzusehen. Und Max gibt Hatschek das eingenommene Geld, das für viel mehr als ein neues Zelt reichen wird.

## Produktion

### Produktionsnotizen, Dreharbeiten
Unsere tollen Tanten wurde unter anderem in Velden am Wörther See gedreht. Die Filmbauten stammen von Felix Smetana. 

### Musik im Film
Im Film sind zahlreiche Schlager zu hören:
- Gus Backus: Sauerkraut-Polka
- Gus Backus: So eine Hula-Nacht
- Bill Ramsey: Ich habe beides ausprobiert – kein Vergleich!
- Ines Taddio: Die weiße Möwe
- Vivi Bach: Junge Mädchen und Musik
- Trude Herr: Mama von Trinidad
- George Dimu: Fengari
- Udo Jürgens: Prinzessin Romantika
- Bill Ramsey, Udo Jürgens, Gus Backus, Evi Kent: Oklahoma-Choo-Choo
- Gunther Philipp, Bill Ramsey, Gus Backus, George Dimu, Henning Heers: Wir Tanten haben es schwer

### Veröffentlichung, Fortsetzungen
Der Film erlebte am 24. November 1961 in München seine Premiere. Nach Via Mala war es der erfolgreichste deutschsprachige Spielfilm der Saison 1961/1962. Unsere tollen Tanten erlebte mit Unsere tollen Nichten (1963) und Unsere tollen Tanten in der Südsee (1964) zwei Fortsetzungen.
Filmjuwelen (Alive) gab den Film innerhalb der Reihe „Juwelen der Filmgeschichte“ zusammen mit den Nachfolgefilmen Unsere tollen Nichten und Unsere tolle Tanten in der Südsee am 20. Mai 2016 auf DVD heraus.

## Kritik
„Da es ein deutsches Lustspiel ist, sind diese Tanten natürlich verkleidete Männer, die nur so in ein streng gehütetes Mädchenpensionat eindringen können. Auch sonst wird Bewährtes kopiert. Die schon auswendig gewußte Handlung, in der eine stellungslose Band sich und ein vernachlässigtes Lokal durch Ulk und Klamauk wieder auf die Beine helfen, platte Situationskomik und der Zeit entsprechend viel allzu leichte Musik. Vergeblich wurde versucht, dem volkstümlichen Humor auch etwas Witz beizumischen. Dafür können sich rund um den Wörthersee eine Reihe Gesangs- und Komikerstars von Vivi Bach bis Bill Ramsey und Trude Herr bis Gunther Philipp nach Herzenslust austoben.“

„[…] Klamotte mit einer Fülle von willkürlich eingestreuten Trivial-Schlagern. Einzig der quirlige Vorspann und eine Parodie Gunther Philipps auf ‚Muskelnahrung‘ heben sich aus dem geistlosen Retorten-Klamauk hervor.“